# Somma Lombardo
Somma Lombardo est une commune italienne de la province de Varèse, dans la région Lombardie, en Italie.

## Toponyme
La première partie (Somma) se réfère à la situation géographique de l'endroit et vient du latin summa, sommet. La spécification se réfère à sa situation géographique.

## Administration
| Période                                  | Période  | Identité             | Étiquette    | Qualité    |
| ---------------------------------------- | -------- | -------------------- | ------------ | ---------- |
| 19/04/2005                               | En cours | Guido Pietro Colombo | Centre droit | architecte |
| Les données manquantes sont à compléter. |          |                      |              |            |

### Hameaux
Case Nuove, Coarezza, Maddalena, Malpensa (Aeroporto della), C.na della Valle, C.na del Legato, Ippodromo di S.Uberto, C.na Frutteti, C.na Mazzafame, Belcora, Brughiera Dosso, Beltramada, La Brughieretta, C.na Torretta, Le Coste, Torre del Pizzo, C.na Ciecco, Vignazza, Campagna grande, Madonna della Ghianda, Moncarletto, C.na Peduzza, Paradiso, Montesordo, C.na Mombello, Morgante, C.na Casello, Madonna della Pietra, Mezzana, Monte Ameno, Molino di Strona, Brughiera del Vigano, Cascina Vigano, C.na Torriani, C.na di Orsa, Porto Torre, C.na Belvedere, Le Vignazze, C.na Saporiti, M.o di Mezzo, M.o Risera, Monte Belvedere, Ronchèe, Brughiera Caterina.

### Communes limitrophes
| Golasecca      | Vergiate, Castelletto sopra Ticino | Arsago Seprio              |
| Varallo Pombia | Somma Lombardo                     | Casorate Sempione          |
| Pombia         | Ferno, Vizzola Ticino              | Cardano al Campo, Samarate |